# Bistum Georgetown
Das Bistum Georgetown (lateinisch Dioecesis Georgiopolitana, englisch Diocese of Georgetown) ist eine römisch-katholische Diözese mit Sitz in Georgetown in Guyana.
Papst Gregor XVI. gründete am 12. April 1837 das Apostolische Vikariat British Guiana aus Gebietsabtretungen des Apostolischen Vikariats Port of Spain und unterstellte es am 30. April 1850 diesem als Suffraganbistum. Es wurde am 29. Februar 1956 zum Bistum Georgetown erhoben.

## Ordinarien

### Apostolische VikarevonBritisch-Guayana
- William Clancy (12. April 1837 – 3. September 1843, zurückgetreten)
- James Etheridge SJ (25. Juni 1858 – 31. Dezember 1877, gestorben)
- Anthony Butler SJ (31. Mai 1878 – 2. Oktober 1901, gestorben)
- Theodore Compton Galton SJ (4. Mai 1902 – 10. April 1931, gestorben)
- George Weld SJ (12. Januar 1932 – 18. Juli 1954, zurückgetreten)

### Bischöfe von Georgetown
- Richard Lester Guilly SJ (29. Februar 1956 – 12. August 1972, zurückgetreten, † 7. Juni 1996)
- Benedict Singh (12. August 1972 – 10. November 2003, emeritiert)
- Francis Dean Alleyne OSB, seit dem 30. Oktober 2003